# Francesco Biancoli
Francesco Biancoli (Bari, 1957 – Bari, 1º giugno 2006) è stato un mafioso italiano, ritenuto dagli inquirenti il primo vero capo e "fondatore" della criminalità barese, nonché personaggio estremamente rilevante nella formazione di molti noti boss baresi.

## Storia
Francesco Biancoli, noto come "il Dado" (u' dad) ha aniziato la sua carriera criminale nel quartiere Libertà, sin da giovanissimo, coinvolto in rapine con altri coetanei. Infatti, nel 1974, Biancoli, allora appena 17 anni, fu coinvolto in una rapina a una tabaccheria insieme a Cesare Coletta, allora 20enne, e Giovanni Viatore, allora 19enne. La rapina finisce male, culminando nella morte di una vittima innocente, che entrando nel locale, si trovò di fronte alla situazione e cercò di impedire la rapina. Secondo le indagini dell'epoca, il responsabile del colpo mortale alla vittima sarebbe stato Cesare Coletta.
Biancoli è considerato il primo vero capo di Bari, poiché prima di lui, cioè, fino agli anni '70, i criminali che operavano nel territorio barese si dedicavano più che altro a rapine e delinquenza comune, mentre il Dado, a cavallo tra gli anni '70 e '80, è riuscito a ottenere il controllo assoluto sui business del gioco d'azzardo e lo spaccio di droga nel quartiere Libertà.
Negli anni '80 Biancoli si affiliò alla Nuova camorra pugliese voluta da Raffaele Cutolo per poi passare alla Sacra corona unita di Giuseppe Rogoli, da cui si staccò definitivamente nel 1986. Nel 1984 Biancoli, insieme a Savino Parisi, Giuseppe Mercante, detto Pinuccio il drogato (morto nel 2021), e Antonio Di Cosola (morto nel 2018), esponenti di punta della malavita barese, furono rinviati a giudizio nel maxiprocesso nei confronti della Nuova camorra pugliese istruito dal giudice Alberto Maritati.
Per anni, il quartiere Libertà è rimasto come il regno incontrastato di Biancoli e del suo clan, tuttavia le cose cambiarono alla metà degli anni '90, dopo la prima guerra tra i clan della città di Bari. In quel conflitto, il clan Biancoli era rimasto spettatore. Gli stessi uomini dei Biancoli avevano più volte rifiutato, su ordine del boss, di favorire i clan in lotta. Finita la guerra, le cose cambiarono. Perché in città si impose un'altra famiglia: i Laraspata, guidati dai fratelli Donato e Raffaele. Secondo gli inquirenti, la grande forza del clan Laraspata nella guerra contro il clan Biancoli fu reclutare una generazione di nuovi affiliati, spesso minorenni, provenienti proprio dal quartiere Libertà, ai quali Biancoli da sempre aveva tarpato le ali.  E proprio al soldo dei Laraspata, tra la fine del 1994 e l'inizio del 1997, tra le strade del Libertà si raggrumarono una serie di batterie di giovani criminali. Biancoli cercò di resistere, ma alla fine perse la guerra in pochi mesi. Durante questo periodo, familiari e alleati di Biancoli furono uccisi senza pietà. Il capo fu costretto alla resa e il suo clan è stato sterminato.
Nel 1999 Biancoli è stato arrestato, accusato di detenzione illegale di una pistola "Walter Ppk" calibro nove nascosta in un'automobile giocattolo con due caricatori, munizioni e un silenziatore. Quasi subito dopo e sempre per motivi di salute, uscì dal carcere e è diventato sorvegliato speciale.
Francesco Biancoli è morto il 1º giugno 2006 all'età di 49 anni nella sua villa a San Giorgio a Bari, per problemi al fegato. Il Dado è stato il primo boss riconosciuto come tale, della malavita barese, quello che la cronaca nera definiva della cosiddetta "vecchia guardia". Nonostante ciò, diversi pentiti dicevano che lui era ormai "fuori da giro" da anni.